# Hrušková
Hrušková (německy Birndorf) je vesnice, část okresního města Sokolov v Karlovarském kraji. Nachází se asi 4,5 kilometru jihovýchodně od Sokolova. Je zde evidováno 71 adres.
V roce 2011 zde trvale žilo 73 obyvatel.
Hrušková je také název katastrálního území o rozloze 6,59 km².

## Název
Původní název osady zněl Nothaftsgrün, jež prozrazuje vlastnický vztah k prvním majitelům, Nothaftům. Německé pojmenování Birndorf (v překladu Hrušková ves), které se používalo od roku 1553, snad pochází z velké množství hrušní, které mívaly mnoho ovoce a rostly v okolí vsi.

## Historie

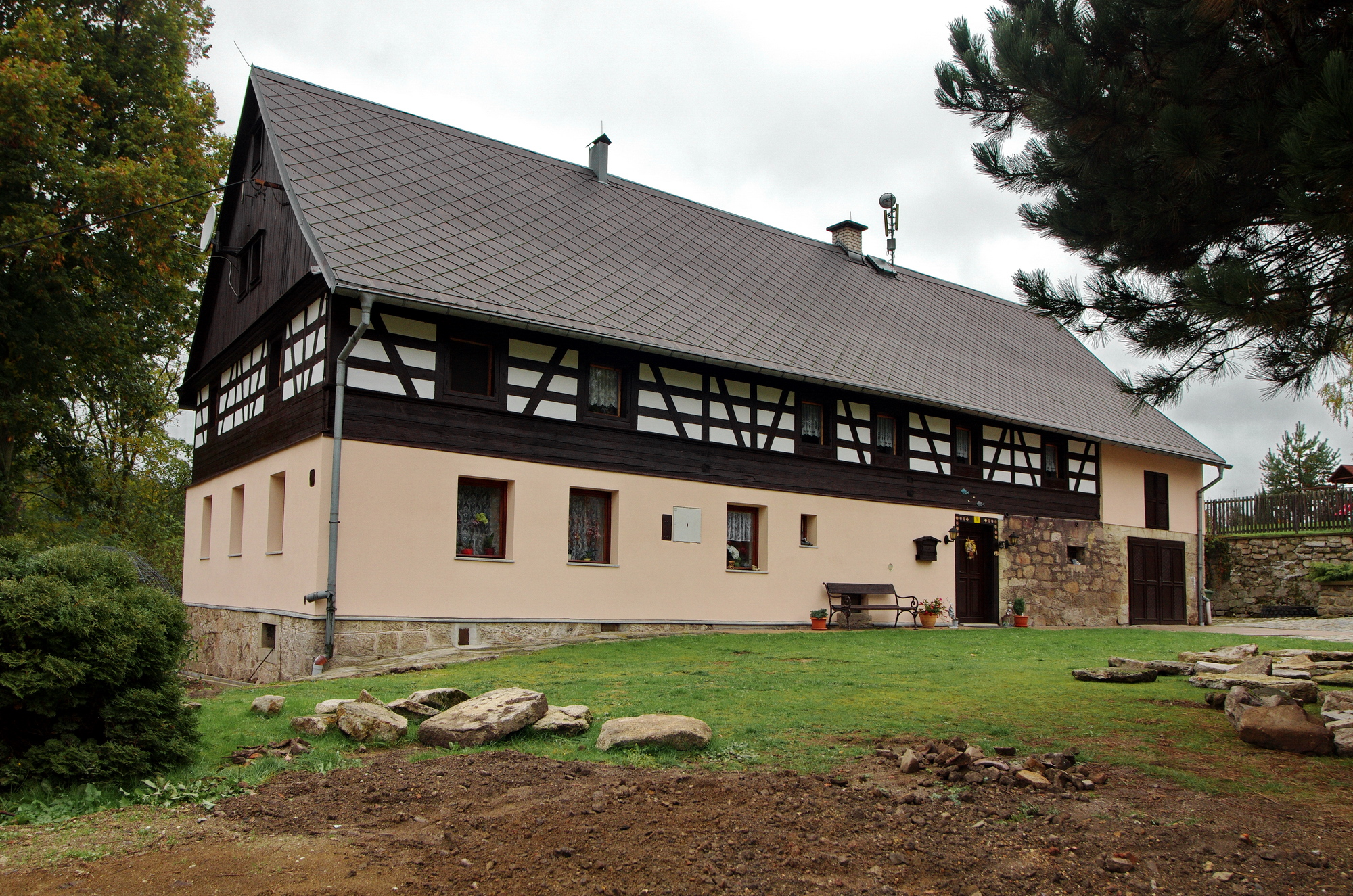
Hrázděné stavení

Kolonizační ves založili Nothaftové a první písemná zmínka o vesnici pochází z roku 1290, ve které se uvádí, že Albert Nothaft, majitel sokolovského panství, prodal několik svých vsí klášteru ve Waldsassenu. Později vlastnili Hruškovou Leuchtenberkové a v roce 1553 ji získali Šlikové. Roku 1622 v rámci pobělohorských konfiskací získali ves Nosticové. Samostatnou obcí se Hrušková stala roku 1876. Po skončení druhé světové války došlo k vysídlení původního německého obyvatelstva a obec byla začleněna do nově vzniklého Vojenského výcvikového prostoru Prameny. Protože se jednalo o periferní lokalitu, byly zde ubytovávány vojenské jednotky a nedošlo tak k totální likvidaci. Když armáda vojenský újezd opustila, ves téměř zpustla a až na vzácné výjimky byly zbořeny veškeré hrázděné usedlosti, které se rozprostíraly jak podél hlavní cesty, tak na přilehlých stráních. V druhé polovině 20. století se Hrušková postupně měnila na rekreační lokalitu.

## Přírodní poměry
Vesnice se nachází na svazích při severním úpatí Slavkovského lesa. Horninové podloží tvoří žuly krušnohorského resp. karlovarského plutonu, místy se dochoval příkrov starších metamorfovaných pararul.
Při východním okraji Hruškové pramení Hruškovský potok, který protéká vesnicí a pokračuje do Sokolovské pánve.

## Obyvatelstvo
Obyvatelé se původně věnovali zemědělství, pastevectví a práci v lese, přibližně do 17. století pracovali také v dolech a žulových lomech ve Slavkovském lese. V okolí se nacházelo několik šachet na železnou rudu. Mezi ty známější patřily šachty v okolí kostela svatého Mikuláše. Později pracovali v okolních uhelných dolech, chemických závodech v Sokolově a sklárně v Dolním Rychnově. Farností spadala Hrušková pod Sokolov, od roku 1787 pod Lobezskou farnost, následujícího roku, od 2. dubna 1788, pod nově vzniklou farnost ve Starém Sedle. Roku 1856 zde byla postavena budova dvoutřídní školy. Obec měla svého vlastního učitele. Největšího počtu žáků měla škola v roce 1883, kdy jí navštěvovalo 83 dětí, poté již jejich počet jen klesal. V roce 1898 je uváděno již jen 43 žáků.
Při sčítání lidu v roce 1921 zde žilo 328 obyvatel, všichni německé národnost. Všichni obyvatelé se hlásili k římskokatolické církvi.
| Rok                                                       | 1869 | 1880 | 1890 | 1900 | 1910 | 1921 | 1930 | 1950 | 1961 | 1970 | 1980 | 1991 | 2001 | 2011 | 2021 |
| --------------------------------------------------------- | ---- | ---- | ---- | ---- | ---- | ---- | ---- | ---- | ---- | ---- | ---- | ---- | ---- | ---- | ---- |
| Počet obyvatel                                            | 347  | 378  | 316  | 335  | 318  | 328  | 348  | 315  | 56   | 69   | 45   | 28   | 28   | 73   | 74   |
| Počet domů                                                | 49   | 57   | 59   | 55   | 53   | 53   | 58   | 35   | -    | 16   | 14   | 14   | 18   | 28   | 27   |
| Počet domů v roce 1961 je zahrnut v počtu domů ve Vítkově |      |      |      |      |      |      |      |      |      |      |      |      |      |      |      |

## Obecní správa
Při sčítání lidu v letech 1850–1879 Hrušková byla osadou obce Vítkov v okrese Falknov. V letech 1880–1949 byla samostatnou obcí v okrese Falknov nad Ohří (v letech 1880–1910 Falknov). V letech 1950–1976 byl opět osadou obce Vítkov v okrese Sokolov. Od 1. dubna 1976 je částí města Sokolov ve stejnojmenném okrese.

## Doprava a turistika
Odbočením ze silnice II/210 v zaniklé obci Vítkov vede do Hruškové místní komunikace, která zde končí. Autobusové spojení se Sokolovem zajišťuje MHD Sokolov. Pro turisty se stala Hrušková výchozím místem pro výlety do Slavkovského lesa. Jejich cílem je hora Krudum, zejména její jihovýchodní vrchol s rozhlednou, postavenou a zpřístupněnou veřejnosti roku 2008. Po znovuobjevení kostela svatého Mikuláše se cílem turistů stala i tato ruina kostela. Přestože se nachází těsně za hranicí katastrálního území Hruškové, a to v k.ú. Třídomí, je tato lokalita pod Krudumem často vnímána místními obyvateli jako kostel svatého Mikuláše u Hruškové.
Při silnici ze zaniklého Vítkova do Slavkovského lesa, již v k.ú. Hrušková, se nachází stylová horská lovecká chata tzv. Frankárna. Pro manžele Josefa a Emmu Frankovy vyhotovil projekt roku 1934 sokolovský architekt švýcarského původu Heinrich Scherrer. Chata sloužila jako hostinec s ubytováním. Nový majitel ji v roce 2017 zprovoznil a poskytuje pohostinské a ubytovací služby.

## Pamětihodnosti
- Pomník obětem 1. světové války z roku 1938 [16]
- Památný strom Lípa u pomníčku v Hruškové
- Památný strom Buk nad Hruškovou
- Kamenný kříž v lese severně od vsi
- Památník vojenské přísahy pod Krudumem na vsí při cestě na Krudum [17]

## Fotogalerie

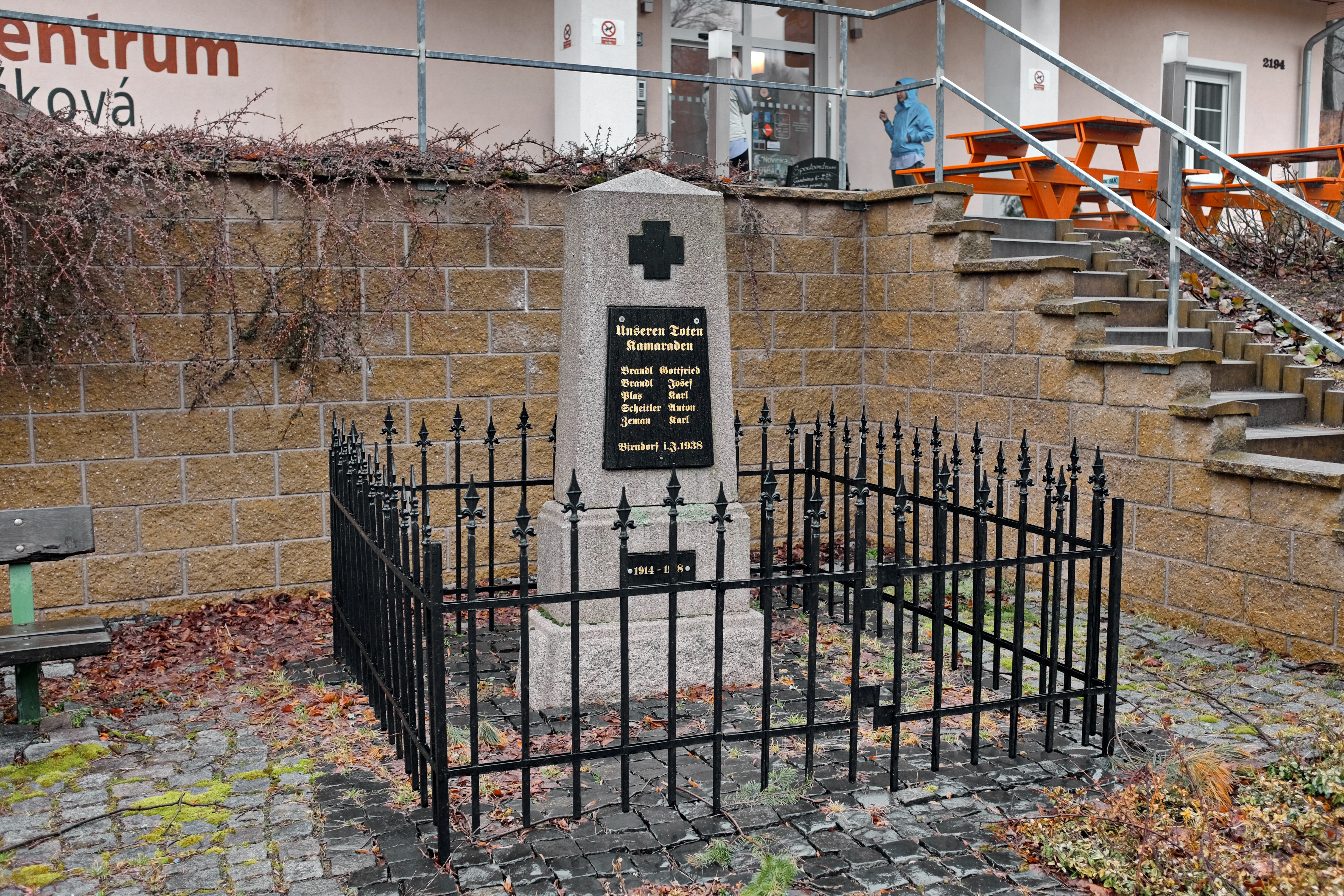
Pomník obětem 1. světové války
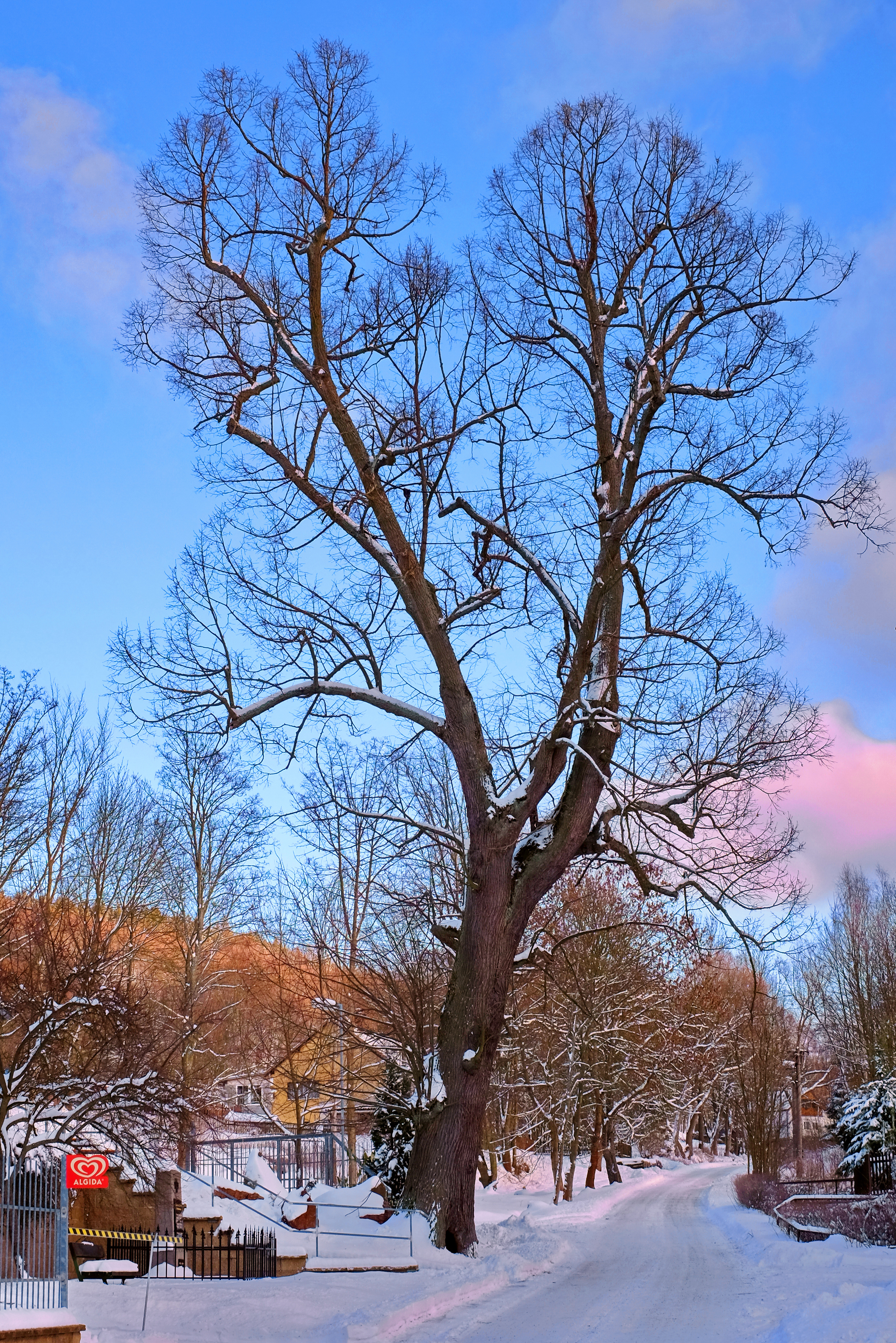
Lípa u pomníčku v Hruškové
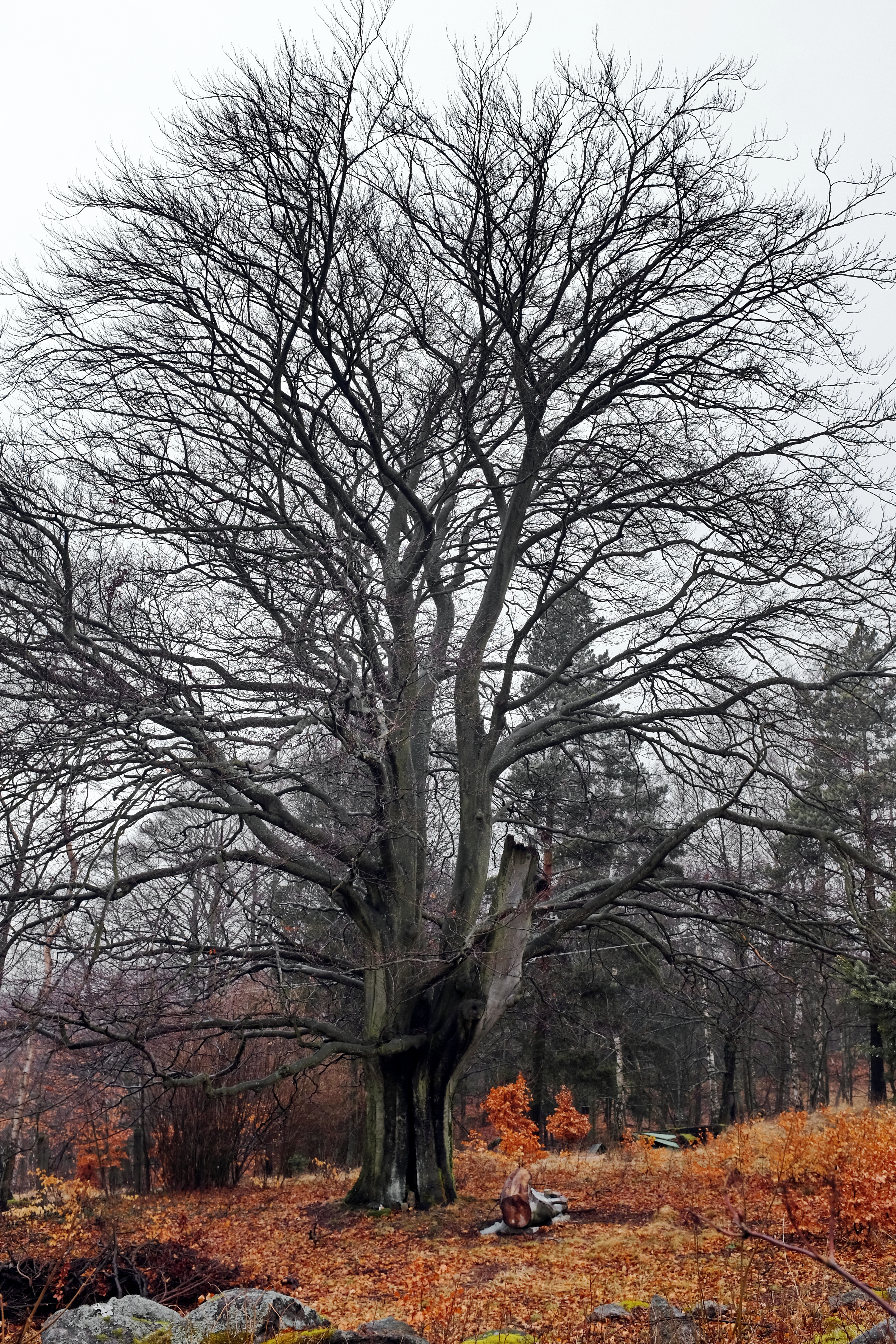
Buk nad Hruškovou
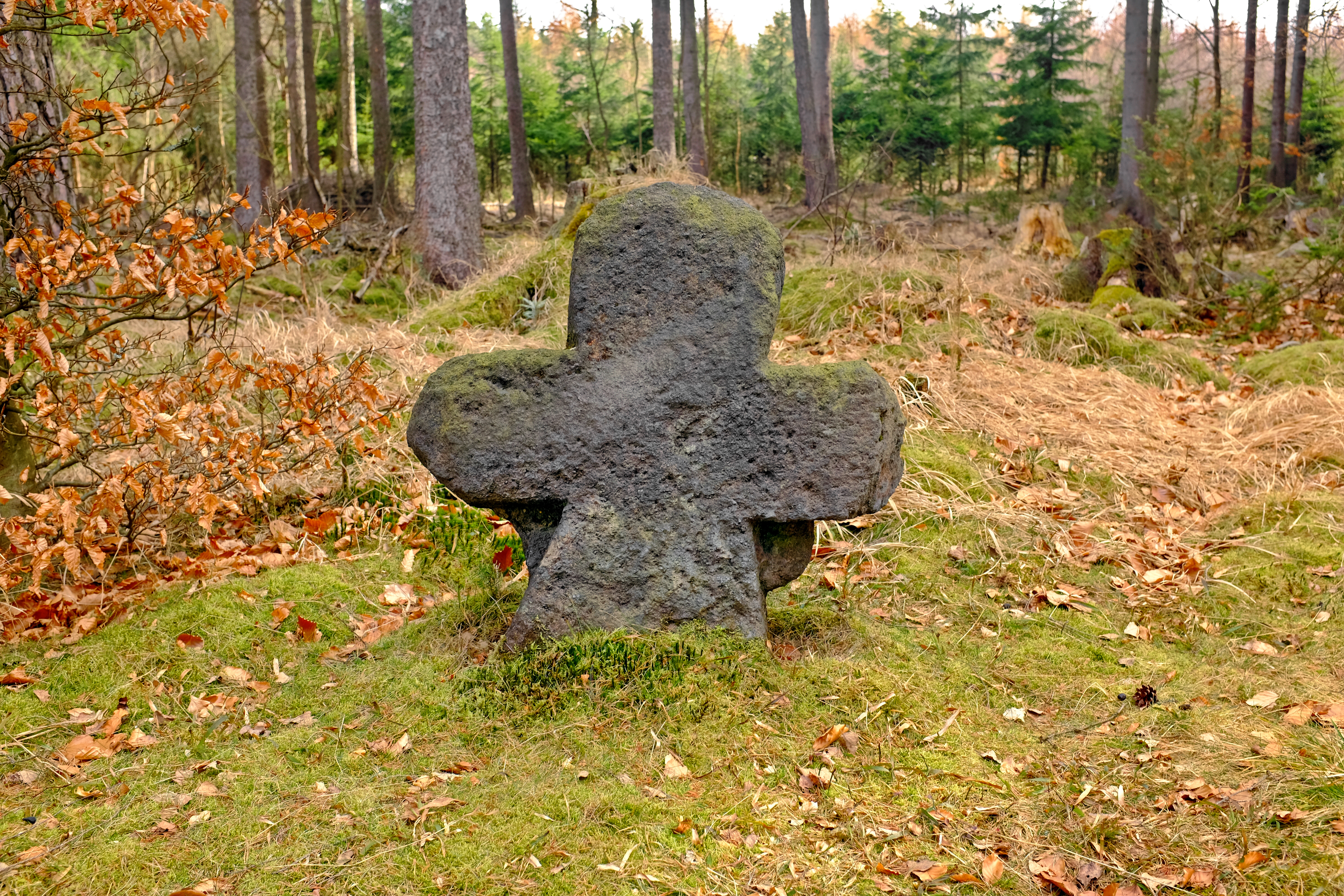
Smírčí kříž
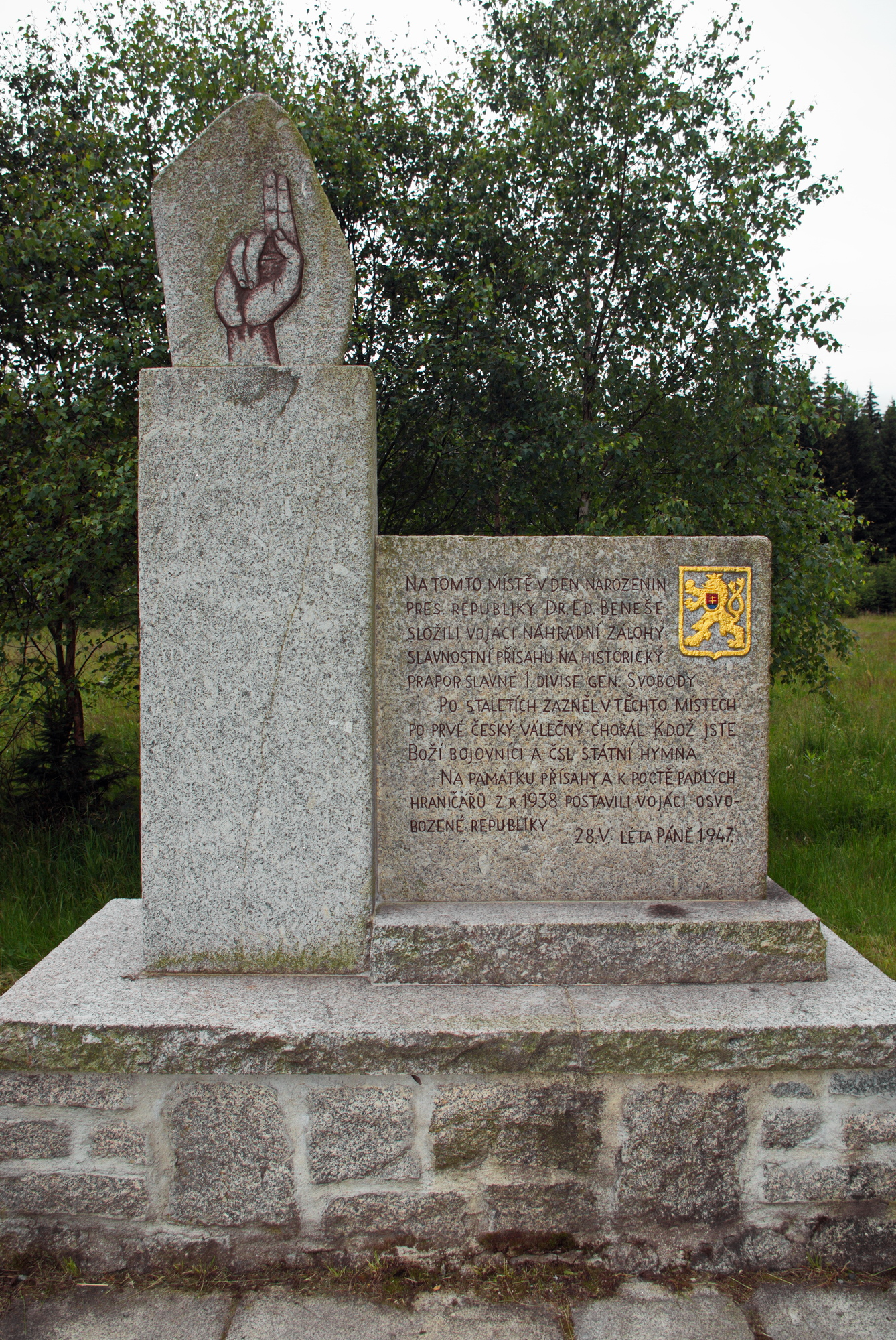
Památník vojenské přísahy
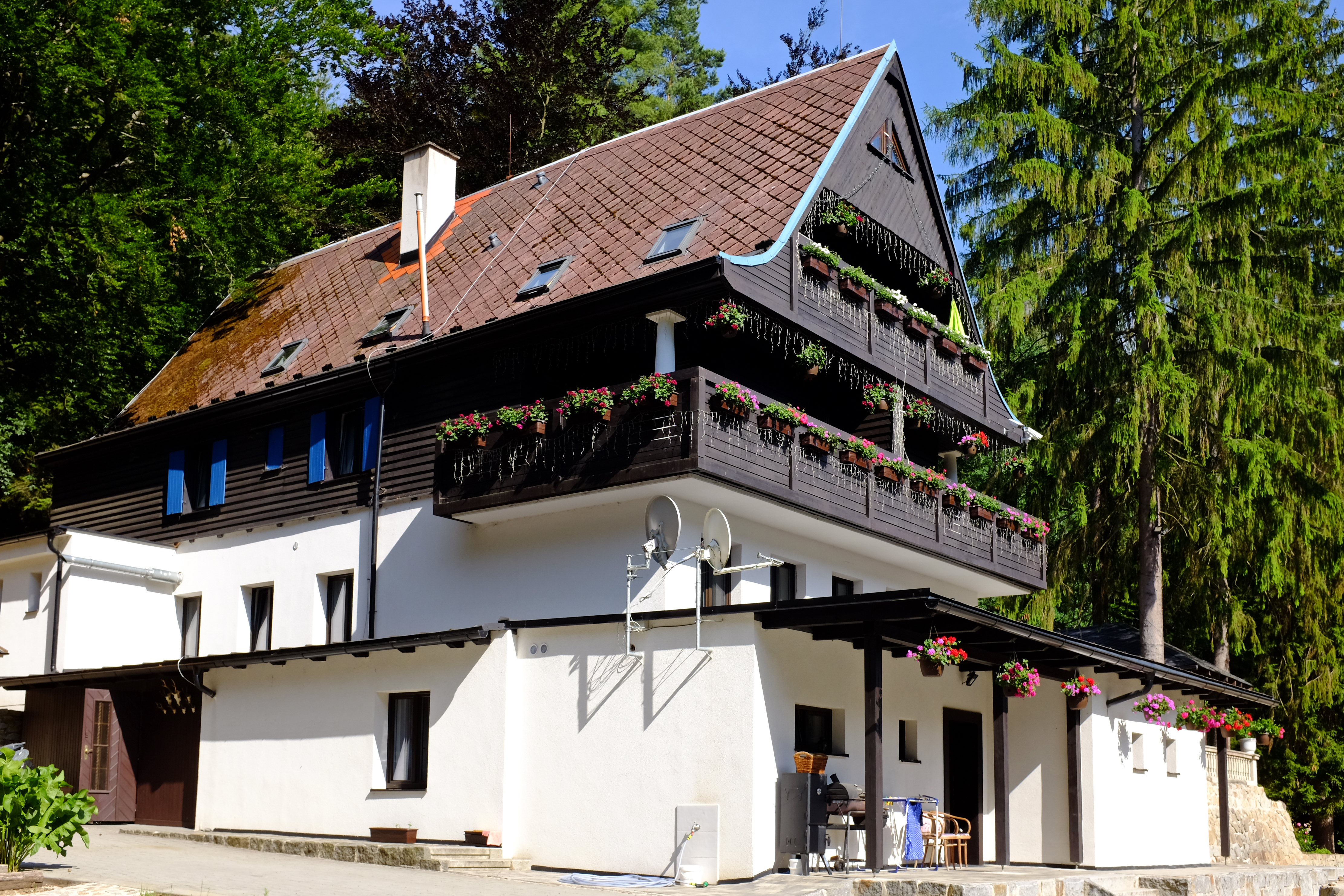
Horská chata Frankárna
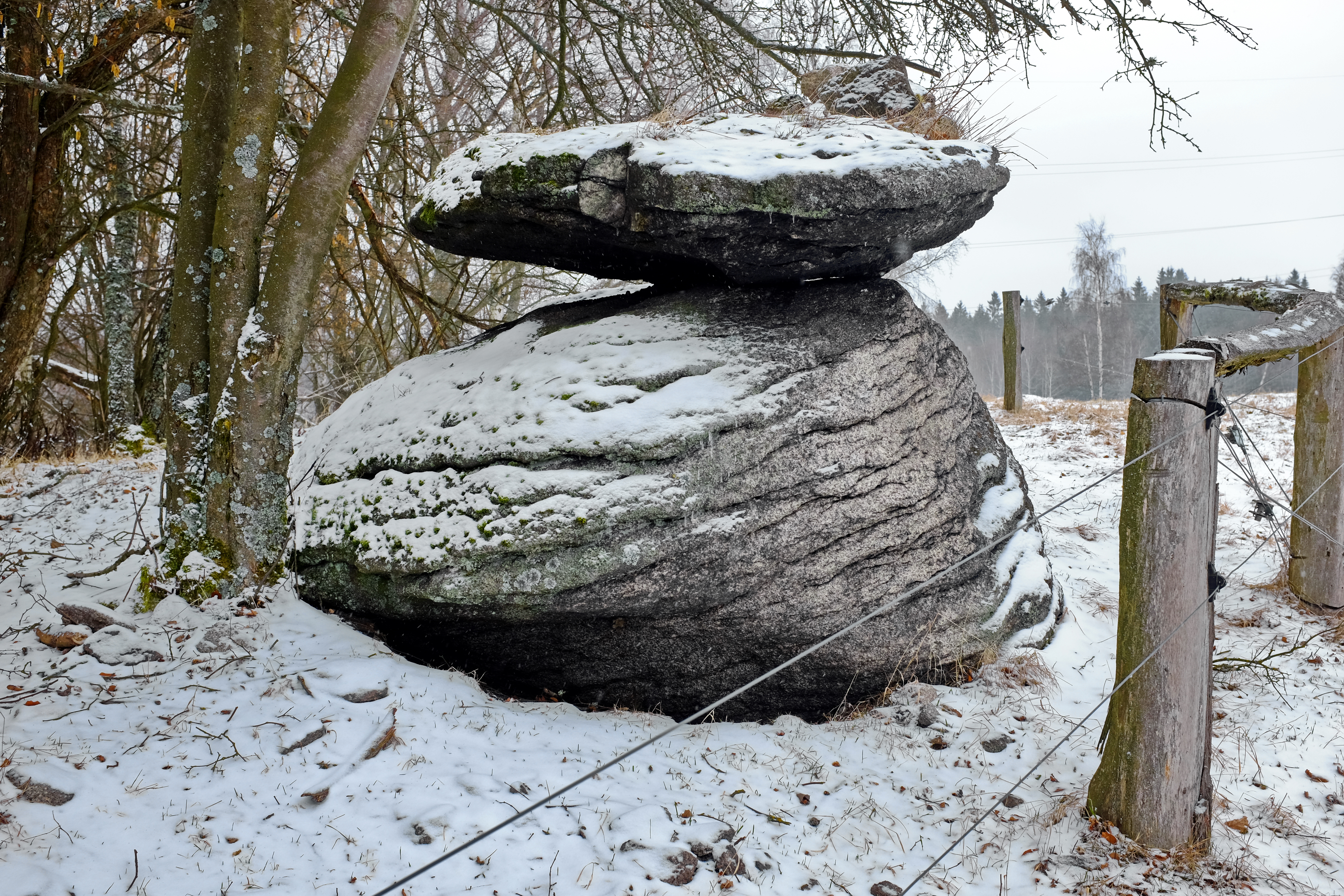
Viklan nad Hruškovou
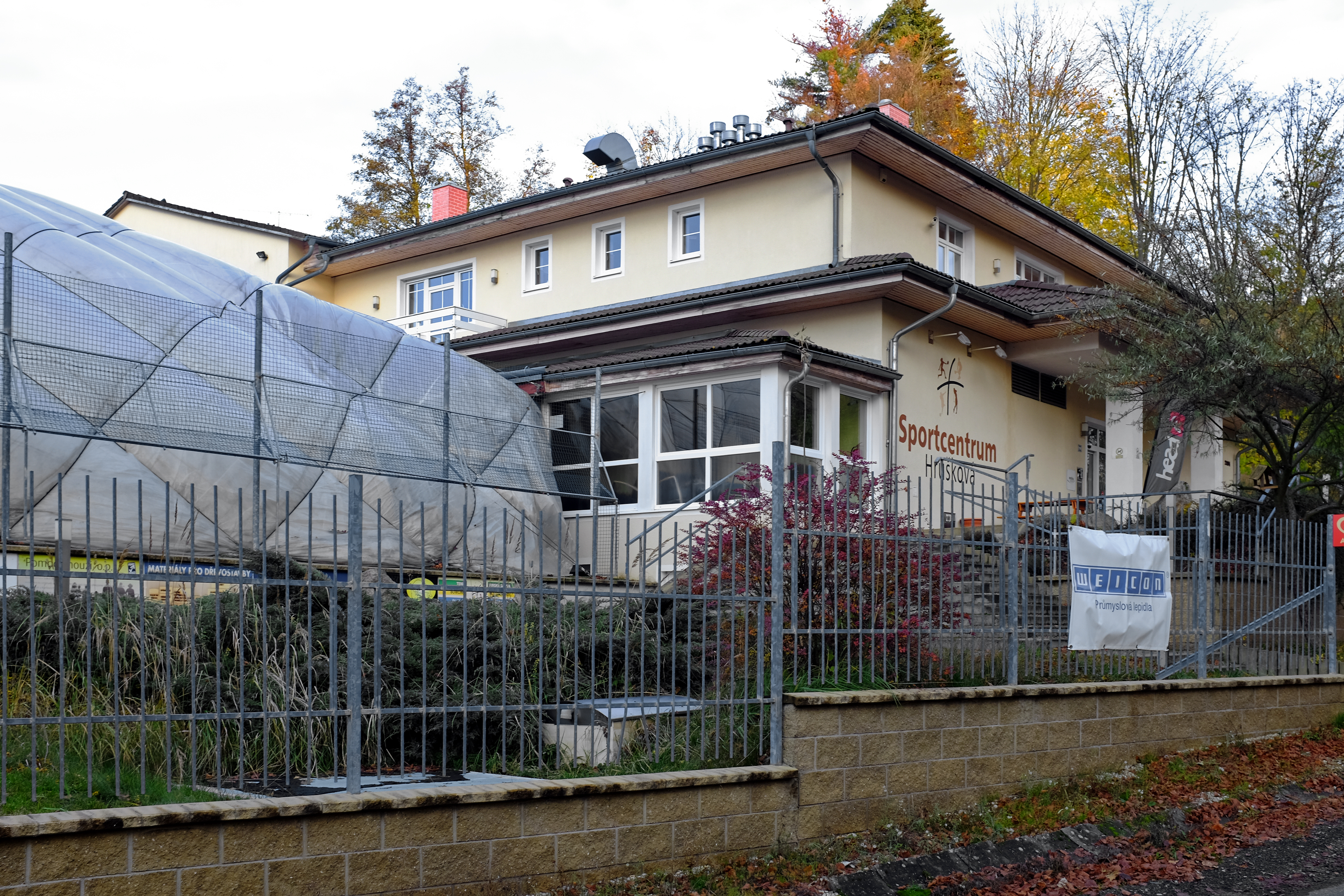
Sportcentrum